# Goldstein (Familienname)
Goldstein ist ein Familienname.

## Herkunft und Bedeutung
Der Familienname Goldstein ist gebildet aus den Elementen „Gold“ und „Stein“. Der Name ist überwiegend dem jüdischen Namenskreis zugehörig und tritt insbesondere in Deutschland und in den USA auf.

## Namensträger

### A
- Abbee Goldstein (* um 1950), US-amerikanische Filmproduzentin und Filmschaffende
- Abe Goldstein (1898–1977), US-amerikanischer Boxer
- Abraham Samuel Goldstein (1925–2005), US-amerikanischer Rechtswissenschaftler
- Adam Goldstein (alias DJ AM; 1973–2009), US-amerikanischer Musiker und DJ
- Al Goldstein (1936–2013), US-amerikanischer Herausgeber
- Alexander Goldstein (Komponist) (* 1948), russisch-amerikanischer Komponist und Dirigent
- Alexander Goldstein (Schriftsteller) (1957–2006), russischer Schriftsteller und Journalist
- Alice Goldstein (1889–1940), deutsche Experimentalphysikerin, siehe Alice Golsen
- Allan A. Goldstein (* 1949), US-amerikanischer Regisseur, Drehbuchautor und Filmproduzent
- Andreas Goldstein (* 1964), deutscher Regisseur, Autor und Filmproduzent
- Andrew Goldstein (* 1983), US-amerikanischer Lacrosse-Spieler und Biologe
- Andy Goldstein, britischer Fernsehmoderator
- Ann Goldstein (* 1957), US-amerikanische Museumsdirektorin
- Arthur Goldstein (1887–1941/42), deutscher Journalist und Politiker (SPD, KPD)
- Augusta von Goldstein (1764–1837), deutsche Schriftstellerin

### B
- Barbara Goldstein (1966–2014), deutsche Romanautorin
- Baruch Goldstein (1956–1994), israelischer Attentäter und Kahanist
- Bernard Goldstein (1889–1959), polnischer Politiker und Arbeiterführer
- Bernd Goldstein (* 1955), deutscher Leichtathlet
- Boris Goldstein (1922–1987), russisch-deutscher Violinist
- Brett Goldstein (* 1980), britischer Schauspieler, Comedian und Autor
- Bruce Goldstein (* 1952), US-amerikanischer Filmschaffender

### C
- Carl Goldstein (1570–1628), kursächsischer Oberst und Stiftshauptmann von Quedlinburg
- Carl Albrecht von Goldstein (1638–1683), kursächsischer Geheimer Rat
- Carl Gottlob von Goldstein (1678–1755), königlich-polnischer und kurfürstlich-sächsischer Hofrat
- Catherine Goldstein (* 1958), französische Mathematikerin und Mathematikhistorikerin
- Chaja Goldstein (1908–1999), polnische Tänzerin und Entertainerin

### D
- David B. Goldstein, US-amerikanischer Physiker

### E
- E. Bruce Goldstein (* 1941), US-amerikanischer Psychologe
- Elizabeth Goldstein (vor 1981), Film-, Fernseh- und Theaterschauspielerin sowie Musicaldarstellerin und Sängerin
- Emmanuel Goldstein, Pseudonym von Eric Corley (* 1959), US-amerikanischer Hacker
- Eugen Goldstein (1850–1930), deutscher Physiker

### F
- François Goldstein (* 1945), belgischer Kart-Rennfahrer
- Franz Goldstein (Kunstsammler) (1888–1976), österreichischer Technischer Zeichner, Handelsvertreter und Kunstsammler, Autor vom Monogrammlexikon
- Franz Goldstein (Journalist) (Pseudonyme Anatol, Dorian, Frango; 1898–1982), österreichisch-deutscher-tschechischer-israelischer Jurist, Chefredakteur,  Literatur-, Theater- und Musikkritiker

### G
- Gary Goldstein (* 1950), israelischer Künstler und Kunstdozent
- Georg Goldstein (Volkswirt) (1877–1943), deutscher Volkswirt
- Georg Goldstein (Fotograf) (1898–1980), jüdischer Arzt und Pressefotograf
- Gil Goldstein (* 1950), US-amerikanischer Akkordeonspieler, Keyboarder und Pianist
- Gordon D. Goldstein (1917–1989), US-amerikanischer Informatiker
- Grigori Alexandrowitsch Goldstein (1878–1938), russischer Maler
- Grigori Petrowitsch Goldstein (1870–1941), russischer Maler, Grafiker und Fotograf

### H
- Harry Goldstein (1880–1977), deutscher Kaufmann und Vorsitzender der Jüdischen Gemeinde in Hamburg
- Harvey Goldstein (1939–2020), britischer Statistiker
- Heinrich Goldstein (1814–unbekannt), schlesischer Lehrer
- Herb Goldstein (1926–2005), US-amerikanischer Film- und Fernsehschauspieler
- Herbert Goldstein (1922–2005), US-amerikanischer Physiker
- Hermann Goldstein (1852–1909), deutscher Politiker (SPD), MdR, MdL
- Herman Goldstein (1931–2020), US-amerikanischer Kriminologe

### I
- Irwin Goldstein (* 1952), US-amerikanischer Kommunikations-Manager und Regierungsbeamter
- Ivo Goldstein (* 1958), kroatischer Historiker

### J
- Jack Goldstein (1945–2003), kanadischer Konzeptkünstler
- Jenette Goldstein (* 1960), US-amerikanische Schauspielerin
- Jesse Goldstein (1915–1959), US-amerikanischer Drehbuchautor und Lehrer
- Joachim Goldstein (* 1962), deutscher Fußballspieler
- Joachim Goldstein (Kanzler) (um 1565–um 1630), kursächsischer Geheimer Rat und Kanzler
- Joachim M. Goldstein (1904–1969), deutsch-israelischer Theateragent und Verleger
- Johann Goldstein (um 1185–um 1250), Frankfurter Patrizier
- Johann Arend von Goldstein (1606–1653), schwedischer General der Kavallerie
- Johann Theodor Goldstein (1798–1871), deutscher Maler
- Jonathan Goldstein (Autor) (* 1969), US-amerikanischer Autor und Radioproduzent
- Jonathan Goldstein (Filmemacher) (* 1968), US-amerikanischer Filmemacher
- Jonathan Goldstein (Komponist) (1969–2019), britischer Komponist
- Jonathan Goldstein (Schauspieler) (* 1964), US-amerikanischer Schauspieler
- Joseph Goldstein (Buddhist) (* 1944), US-amerikanischer Buddhist
- Joseph Goldstein (Jurist) (1923–2000), englischer Jurist
- Joseph L. Goldstein (* 1940), US-amerikanischer Genetiker
- Joshua Goldstein (* 1965), US-amerikanischer Bevölkerungswissenschaftler
- Julius Goldstein (1873–1929), deutscher Kulturwissenschaftler und Philosoph
- Jürgen Goldstein (* 1962), deutscher Philosoph

### K
- Kilian Goldstein (1499–1568), deutscher Jurist
- Kolja Goldstein (* 1991), deutsch-russischer Rapper
- Kurt Goldstein (Mediziner) (1878–1965), deutscher Neurologe und Psychiater
- Kurt Goldstein (Journalist) (1914–2007), deutscher Journalist und Rundfunkintendant
- Kurt Goldstein (Schauspieler) (1947–1995), deutscher Schauspieler

### L
- Leah Goldstein (* 1969), kanadisch-israelische Radsportlerin und Kickboxerin
- Leo Goldstein (1901–1972), US-Fotograf und Bildhauer
- Leopold Goldstein (auch Leibu Goldenstein; 1902–1977), rumänischer Lyriker, Journalist und Übersetzer, siehe Camil Baltazar
- Limor Goldstein (* 1967), israelische Schauspielerin
- Lisa Goldstein (Schriftstellerin) (* 1953), US-amerikanische Fantasy- und Science-Fiction-Autorin
- Lisa Goldstein (Schauspielerin) (* 1981), US-amerikanische Schauspielerin
- Ludwig Goldstein (1867–1943), deutscher Kunsthistoriker und Journalist

### M
- Maksymiljan Goldstein (1880–1942), polnischer Bankier, Numismatiker, und Sammler von Judaica
- Malcolm Goldstein (* 1936), US-amerikanischer Komponist, Violinist und Improvisationsmusiker
- Margie Goldstein-Engle (* 1958), US-amerikanische Springreiterin
- Martha Goldstein (1919–2014), US-amerikanische Cembalistin und Pianistin
- Martin Goldstein (Mafioso) (1905/1906–1941), amerikanischer Mafioso
- Martin Goldstein, Geburtsname von Martin Stone (1915–1998), amerikanischer Schauspieler
- Martin Goldstein (Physiker) (1919–2014), US-amerikanischer Physiker
- Martin Goldstein (Mediziner) (1927–2012), deutscher Arzt und Psychotherapeut
- Maurice Goldstein (1922–1996), belgischer Arzt und Auschwitzüberlebender
- Max Goldstein (Revolutionär) (1898–1924), rumänischer Revolutionär
- Max Goldstein (1925–2008), schwedischer Kostümbildner deutscher Abstammung
- Melvyn Goldstein (* 1938), US-amerikanischer Anthropologe und Tibetwissenschaftler
- Michael Goldstein (1917–1989), russisch-deutscher Violinist und Musikpädagoge
- Mojsej Markowitsch Goldstein, Pseudonym W. Wolodarski (1891–1918), russischer Revolutionär
- Moritz Goldstein (1868–1934), deutscher Kaufmann, siehe Max-Bruch-Straße 8#Moritz Goldstein
- Moritz Goldstein (1880–1977), deutschamerikanischer Schriftsteller und Journalist

### N
- Nathaniel L. Goldstein (1896–1981), US-amerikanischer Jurist und Politiker

### O
- Omer Goldstein (* 1996), israelischer Radrennfahrer
- Otto Goldstein (1889–1933), deutscher Textilkaufmann und Stadtrat

### P
- Paul Goldstein (Hofrat) (1532–1578), deutscher Jurist und brandenburgischer Hofrat
- Paul Goldstein (* 1976), US-amerikanischer Tennisspieler
- Perry Goldstein (* 1952), US-amerikanischer Komponist und Musikpädagoge
- Pinchas Goldstein (1939–2007), israelischer Politiker

### R
- Raymond E. Goldstein (* 1961), US-amerikanischer Physiker
- Rebecca Goldstein (* 1950), US-amerikanische Philosophin
- Rolf Goldstein (1912–1995), deutschamerikanischer Jazz- und Unterhaltungsmusiker
- Roy Goldstein (* 1993), israelischer Radsportler
- Ruby Goldstein (1907–1984), US-amerikanischer Boxer und Ringrichter

### S
- Shai Goldstein (* 1968), israelischer Entertainer
- Sheldon Goldstein (* 1947), US-amerikanischer Physiker
- Shulamit Goldstein (1968–2022), israelische Rhythmische Sportgymnastin
- Slavko Goldstein (1928–2017), jugoslawischer bzw. kroatischer Drehbuchautor, Schriftsteller und Politiker
- Stanley P. Goldstein (1934–2024), US-amerikanischer Manger
- Steven Goldstein (* 1981), kolumbianischer Automobilrennfahrer
- Sydney Goldstein (1903–1989), britischer Mathematiker und Hydrodynamiker

### T
- Theodor Goldstein (1912–1996), deutscher Neugründer der Jüdischen Gemeinde Potsdam
- Thomas Goldstein (1913–1997), deutsch-US-amerikanischer Historiker, Dozent und Journalist

### V
- Vida Goldstein (1869–1949), australische Sozialreformerin, Pazifistin und Frauenrechtlerin

### W
- Walter Benjamin Goldstein (1893–1984), deutsch-israelischer Literaturwissenschaftler

### Z
- Zvi Goldstein (* 1947), rumänisch-israelischer Konzeptkünstler

## Kunstfiguren
- Emmanuel Goldstein in George Orwells Roman 1984, siehe 1984 (Roman) #Emmanuel Goldstein
- Abraham „Abe“ Goldstein in Volker Kutschers historischem Kriminalroman Goldstein. Gereon Raths dritter Fall